# We Up
We Up è un singolo del rapper statunitense 50 Cent, pubblicato nel 2013 e interpretato insieme a Kendrick Lamar.

## Tracce
- Download digitale

1. We Up (featuring Kendrick Lamar) - 3:18